# Дебати кандидатів у Президенти України 2019 на стадіоні «Олімпійський»
Деба́ти кандида́тів у Президе́нти Украї́ни 2019 на стадіо́ні «Олімпі́йський»  відбулися 19 квітня. Між собою дебатували двоє осіб, що пройшли у другий тур виборів: Петро Порошенко, тодішній президент, що висувався на другий термін, і Володимир Зеленський, юрист, актор і шоумен. На стадіоні були присутні 22 тис. глядачів.

## Передумови
31 березня, після оголошення результатів екзит-полів першого туру виборів Президента України, Порошенко запросив Зеленського на публічні відкриті дебати. 3 квітня Зеленський висунув пропозицію, щодо виключних привселюдних дебатів на стадіоні.
Порошенко запропонував провести дебати на стадіоні в неділю 14 квітня, щоб 19 квітня провести дебати на Суспільному телебаченні. Зеленський відмовився й Порошенко провів пресконференцію перед виборцями та журналістами.

## Дебати 19 квітня
О 19:00 19 квітня 2019-го, за попередньою домовленістю, почалися дебати Порошенка й Зеленського на «Олімпійському». Трансляція велася багатьма національними та міжнародними телерадіоканалами.
Модераторами були телеведучі Олена Фроляк й Андрій Куликов.
На сцені із Зеленським був присутній політтехнолог і голова виборчого штабу Зеленського Дмитро Разумков. 
Згідно з жеребкуванням, першим виступив Зеленський, кожен учасник мав регламент у 5 хвилин. Протягом 34 хвилин (з 36 запланованих) претенденти ставили питання та відповідали на питання до себе.
У прикінцевій частині першим виступив Зеленський. Він наголошував на тому, що Порошенко став олігархом, перебуваючи з 1998 року народним депутатом, а пізніше на державній службі, таким чином порушуючи чинне законодавство (за законом держслужбовець не має права займатися підприємництвом). Також він згадав проблематику надання Православній церкві України Томосу. У відповідь Порошенко звинуватив опонента у неетичній та антизаконній діяльності (зокрема, висміювання українців та їхньої історії). Після цього, кожному було надано по одній хвилині для завершального слова.
Завершилися дебати виконанням Гімну України.

## Міжнародний резонанс
Телерадіоканал «Голос Америки» відзначив значний міжнародний резонанс передвиборчих дебатів на НСК «Олімпійський».

## Галерея

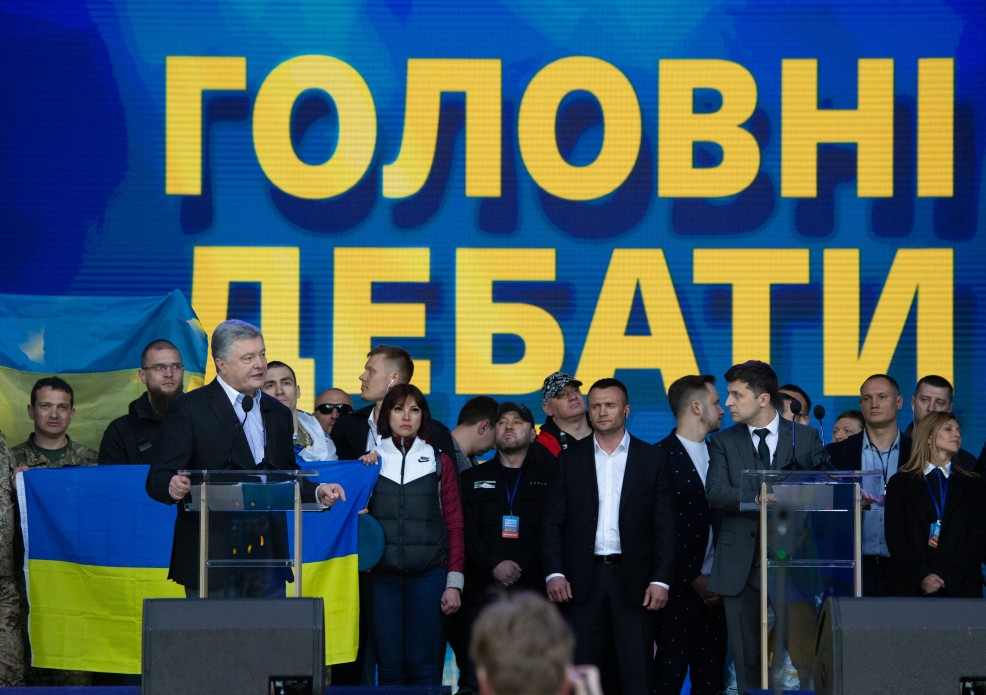
Початок дебатів
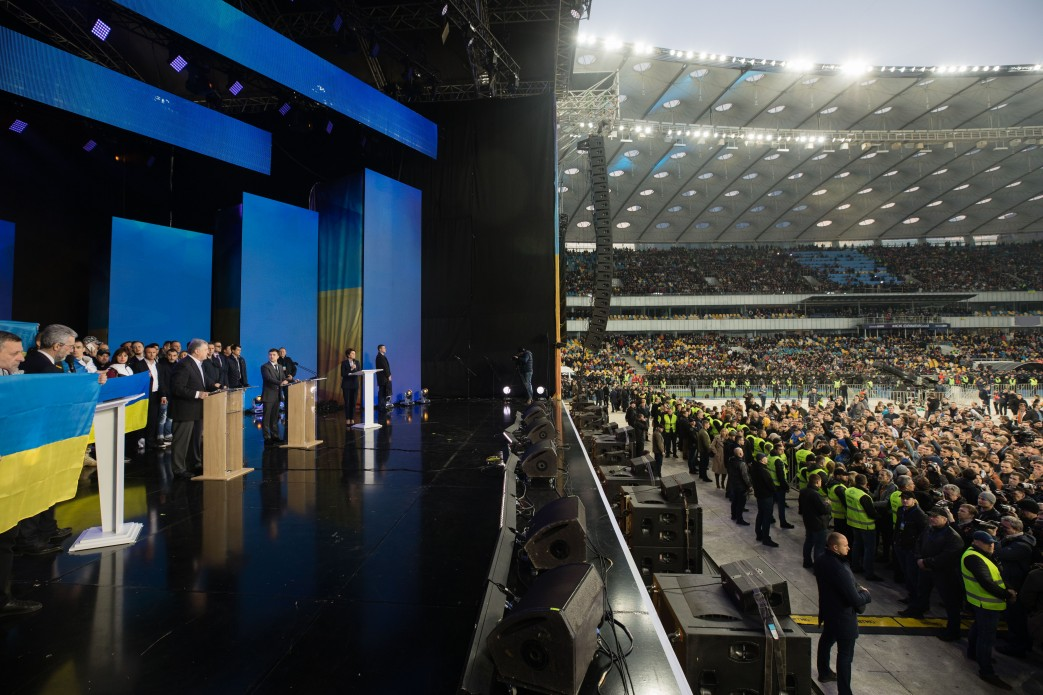
Виборці уважно слухають кандидатів у президенти
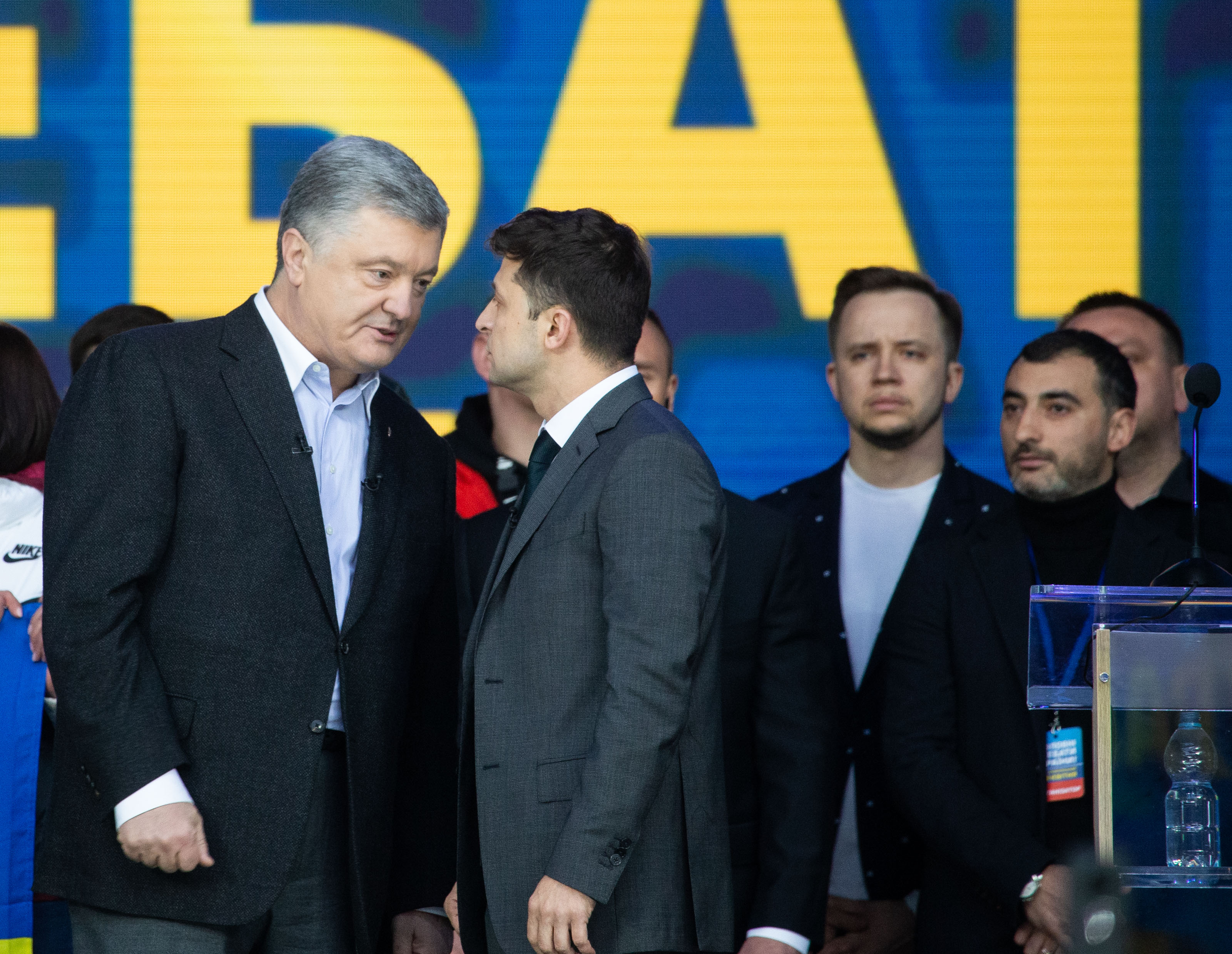
Безпосередні дебати претендентів
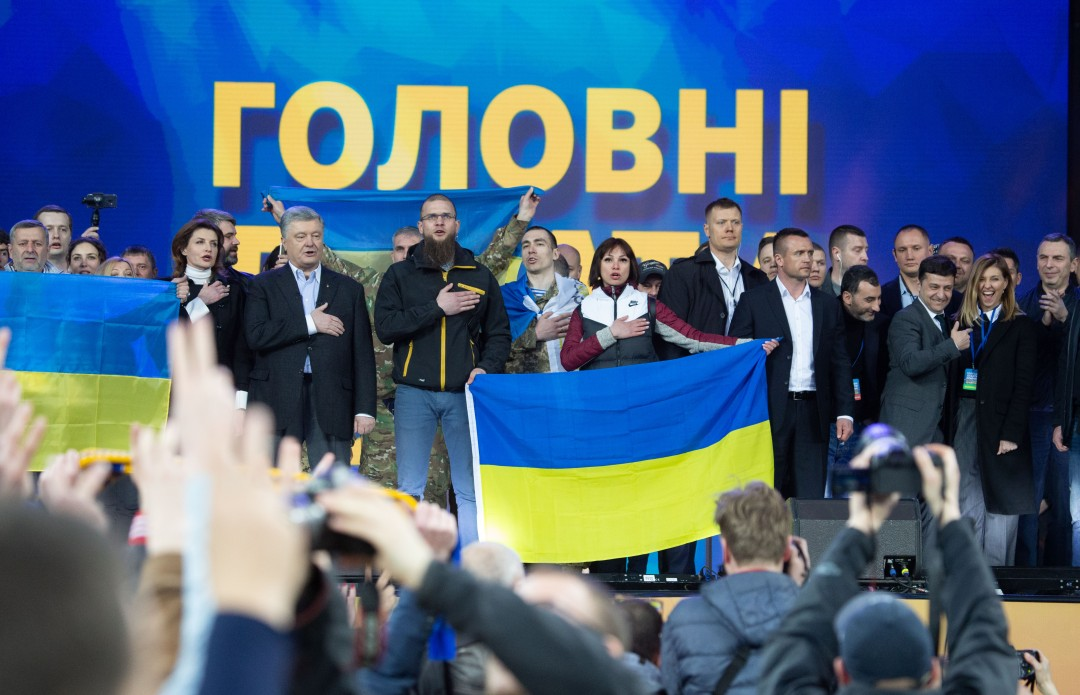
Дебати завершаються виконанням Гімну України